# Dodecaceria gallardoi
Dodecaceria gallardoi är en ringmaskart som beskrevs av María Andrea Carrasco 1977. Dodecaceria gallardoi ingår i släktet Dodecaceria och familjen Cirratulidae. Inga underarter finns listade i Catalogue of Life.